# Amastus erebelloides
Amastus erebelloides là một loài bướm đêm thuộc phân họ Arctiinae, họ Erebidae.